# Chambellay
Chambellay je francouzská obec, která se nachází v departementu Maine-et-Loire. Je součástí společenství obcí v regionu Lion-d'Angers a smíšeného svazu Pays du Haut-Anjou Segréen. V roce 2013 v obci žilo 357 obyvatel.

## Geografie
Chambellay se nachází 10 km od Lion-d'Angers, 15 km od Segre, 16 km od Château-Gontier a 30 km od Angers.

## Historie
První zmínky o této oblasti jsou zaznamenány v raném středověku.
Chambellay patřilo rodině de Montalais (od počátku čtrnáctého do osmnáctého století). Poslední majitelka panství z rodu de Montalais byla Nicole-Anne Constance de Montalais. V roce 1710 přešlo vlastnictví této půdy rodině de Racapé, která Chambellay vlastnila až do revoluce, po které bylo v roce 1734 předáno na Héliand d'Ampoigné a konečně v roce 1770 do aliance Juigne du Parvis.
Chambellay byl součástí majordomu Angers.
Během první světové války zde 33 lidí přišlo o život.